# Basisvorming
De basisvorming is het onderwijsprogramma voor de eerste twee à drie leerjaren van het Nederlandse voortgezet onderwijs. Het is bedoeld om scholieren op alle schooltypen, van vmbo tot gymnasium, dezelfde basis te geven voor de rest van hun schooltijd. In 2006 werd de basisvorming ingrijpend hervormd; volgens de verantwoordelijke minister wordt hij zelfs afgeschaft.

## Structuur van de basisvorming
In de basisvorming, in de eerste leerjaren van het vo, moeten alle scholen hun leerlingen in dezelfde veertien vakken onderwijs geven. Aan het eind van die tijd moeten de leerlingen bepaalde "kerndoelen" bereikt hebben, volgens normen die door het ministerie van Onderwijs zijn opgesteld. De scholen hebben vrijheid in het vaststellen van het daadwerkelijke onderwijsniveau: men mag meer doen dan in de kerndoelen wordt opgedragen. Daarnaast kunnen scholen extra vakken toevoegen aan hun lesprogramma.
De veertien verplichte vakken zijn, in alfabetische volgorde:
| basisvorming |
| --- |
| 1. Aardrijkskunde 2. Beeldende vorming, muziek, drama en dans 3. Biologie 4. Economie 5. Engels 6. Geschiedenis en staatsinrichting 7. Informatiekunde 8. Lichamelijke opvoeding 9. Natuur- en Scheikunde 10. Nederlands 11. Techniek 12. Verzorging 13. Wiskunde |
| 1. Fries (Friesland) |
| 1. Frans of Duits (Europees Nederland) of Spaans (Caribisch Nederland) |

Vakken die door verschillende scholen worden toegevoegd aan het programma zijn bijvoorbeeld allerlei praktische vakken. In de provincie Friesland is Fries een verplicht vak (dat eventueel kan worden ontheven door de provincie voor scholen met tekort aan leerkrachten, of waar weinig omwonenden daadwerkelijk Fries spreken). Voor Frans, Duits en Spaans geldt dat de school in plaats daarvan ook Papiaments (Caribisch Nederland), Duits (Caribisch Nederland), Spaans (Europees Nederland), Arabisch, Turks, Italiaans (havo/vwo) of Russisch (havo/vwo) mag aanbieden.

## Geschiedenis
In 1986 bracht de Wetenschappelijke Raad voor het Regeringsbeleid (WRR) een rapport uit, waarin hij een ingrijpend voorstel deed om de onderbouw van het voortgezet onderwijs te veranderen. De WRR wilde twee problemen bestrijden:
- Niet alle kinderen weten op hun twaalfde waar hun belangstelling en hun capaciteiten liggen. Ze werden gedwongen een bepaald schooltype te kiezen en voor sommigen kwam deze keus te vroeg.
- Er waren te weinig leerlingen in het technisch onderwijs (lagere technische school (lts), later lager beroepsonderwijs (lbo), nog later voorbereidend beroepsonderwijs (vbo), opgegaan in het voorbereidend middelbaar beroepsonderwijs (vmbo)).

Om deze problemen te bestrijden, stelde de WRR een onderwijssysteem voor waarin in de eerste drie leerjaren alle leerlingen in een minimumaantal vakken onderwezen zouden worden, ieder op zijn/haar niveau, zodat men pas later hoefde te kiezen voor een bepaalde inhoudelijke schoolloopbaan. De overheid moest globale inhouden vaststellen waaraan leerlingen na drie jaar moesten voldoen, de zogeheten kerndoelen.
Er was in de politiek voldoende draagvlak voor dit plan, maar in het onderwijs werden ook zorgen en kritische geluiden gehoord:
- Alle leerlingen zouden op hun niveau moeten worden uitgedaagd binnen het raamwerk van dezelfde vijftien vakken. Zowel zeer begaafde als zwakke leerlingen moesten op hun eigen niveau onderwijs kunnen krijgen.
- Het lbo (later vbo en vmbo genoemd) zou zijn focus op beroepsonderwijs grotendeels verliezen, omdat de vijftien vakken van de basisvorming veel tijd in beslag zouden nemen. Praktisch ingestelde leerlingen zouden nog drie jaar lang tegen hun zin voornamelijk theoretisch onderwijs moeten volgen. Ze zouden gedemotiveerd raken en het zou een verspilling van talent zijn.

Om deze problemen te ondervangen, voerde men de basisvorming in een veranderde vorm in:
- Een aanzienlijke vrije ruimte, waarin scholen zelf konden bepalen welke vakken ze gaven – een gymnasium kon bijvoorbeeld klassieke talen geven.
- De vrijheid voor iedere school om de basisvorming in de eerste twee óf drie leerjaren te programmeren.

Dit was een concessie aan het idee dat de basisvorming zich moest concentreren op de vijftien voor iedereen verplichte vakken (zij het met een uiteenlopende invulling en niveau). Wel hoopte men te bereiken dat alle leerlingen na de basisvorming makkelijker konden doorstromen in verschillende niveaus en schoolsoorten. De wet op de basisvorming werd rond 1990 aangenomen en in het schooljaar 1993-1994, nadat de nieuwe leergangen op de markt kwamen, werd de basisvorming voor alle scholen verplicht.
In de loop van de jaren negentig werd de basisvorming op bepaalde punten aangepast: het aantal vrij in te vullen lesuren voor de scholen nam toe en men kreeg enige autonomie in het indelen van het vakkenpakket. Zo kon men aan de kerndoelen van het vak Verzorging voldoen in andere lessen, zoals de biologieles. Ook kwam er in 1998 een herziening van de kerndoelen per vak, die vooral een globalisering en reductie inhield.

### Toekomst of einde van de basisvorming
Sinds 1999 werd er gewerkt aan een nieuwe hervorming van de basisvorming, die in het schooljaar 2006/2007 werd doorgevoerd. Het bijzondere van deze hervorming is, dat er door middel van interviews, consultaties, werkbijeenkomsten en overlegrondes met het werkveld (400 docenten, 150 schoolleiders en 100 scholen) een breed draagvlak is gecreëerd voor een vernieuwd onderwijsconcept. Deze Vernieuwing Basisvorming probeert drie veronderstelde problemen op te lossen:
- Het programma van de basisvorming is overladen, met vijftien vakken en veel kerndoelen.
- Voor veel leerlingen is de samenhang tussen de vele vakken niet zichtbaar.
- Er kan binnen de huidige basisvorming lastig worden omgegaan met leerlingen van verschillende niveaus.

In de vernieuwing zijn de omvang van het programma en de hoeveelheid kerndoelen sterk verminderd. Door de vernieuwing is er meer differentiatie mogelijk. De scholen krijgen de mogelijkheid om zelf een lesprogramma samen te stellen, mits dit voldoet aan de kerndoelen die nog over zijn. Ongeveer een derde van de lesuren wordt door de scholen zelf gevuld. Om de samenhang tussen vakken te vergroten, groepeert men de kerndoelen in zeven leergebieden.
Iedere school kan globaal kiezen uit vier scenario's:
scenario 1Geleidelijke overgang van de bestaande situatie naar het nieuwe systeem door middel van een aantal vakoverstijgende projecten. De meeste scholen zullen in de beginfase in dit scenario hun leerprogramma vormgeven.
scenario 2Structurele inzet van vakoverstijgende projecten; vaklessen behouden enigszins hun oude karakter.
scenario 3Inzet van vakoverstijgend projectonderwijs binnen een ander, gewijzigd rooster met lange lessen en weinig startmomenten waar gewerkt wordt binnen een project.
scenario 4Oude vakken worden losgelaten, de school gaat werken met vier leergebieden en de leerlingen werken in een 'leerwerkhuis' in plaats van een klaslokaal. Op sommige momenten worden aparte lessen gegeven in deelgebieden en vaardigheden die extra aandacht moeten hebben, zoals Nederlands, Techniek, Informatiekunde.
Volgens sommigen komt de aanstaande hervorming erop neer dat de scholen hun positie van vóór 1993 terug krijgen: een grote autonomie voor het inrichten van de eerste leerjaren. Uit kringen van beleidsmakers komen gemengde berichten over de nieuwe status van de basisvorming. Het ministerie van Onderwijs schreef in maart 2005 op zijn website: "De term 'basisvorming' kan dan nog steeds gebruikt worden." Daarentegen zei minister Van der Hoeven zelf: "Ik wil het woord basisvorming niet meer horen" (NOS Journaal, 13 oktober 2004) en: "We hebben de basisvorming afgeschaft. We zijn heel nuchter: als iets niet werkt, weg ermee" (NRC Handelsblad, 27 mei 2005). Omdat het woord 'basisvorming' een te beladen term is, wordt er nu in het onderwijs gesproken over de 'nieuwe onderbouw'.